# Edward Bairstow
Sir Edward Cuthbert Bairstow (Huddersfield, 22 augustus 1874 - York, 1 mei 1946) was een Engelse organist en componist in de muziektraditie van de Anglicaanse Kerk.

## Leven en carrière
Bairstow werd geboren in het Engelse Huddersfield in 1874. Hij studeerde orgel bij John Farmer (1835-1901) aan het Balliol College in Oxford. Terwijl hij onder Frederick Bridge in de Londense Westminster Abbey werkte kreeg hij les van Walter Alcock. Hij studeerde orgel en theorie aan de Universiteit van Durham, werd Bachelor of Music in 1894, en Doctor of Music in 1901.
Na een baan als choirmaster en organist in Londen, Wigan en Leeds, was hij organist van de York Minster van 1913 tot zijn dood in 1946 waarna hij werd opgevolgd door zijn vroegere leerling Francis Jackson. Sir Edward C. Bairstow werd tot ridder geslagen in 1932.
Bairstow was berucht om zijn laksheid en grofheid, dit maakte hem niet altijd even populair bij veel mensen. Hem werd gevraagd het goede voorbeeld van Thomas Tertius Noble, zijn voorganger in York, te volgen om ook naar de VS te gaan waarop hij antwoordde dat hij liever bij de Duivel op visite ging dan te vertrekken naar de VS. Hij had het naar zijn zin in Yorkshire waar hij goed bevriend was met Moody, de net zo botte organist van de kathedraal van Ripon, en hij weigerde dus te vertrekken.
Het aanbod om de organist van Westminster Abbey op te volgen in Londen sloeg hij af maar beval wel zijn beste leerling Ernest Bullock aan die daar toen werd benoemd als organist/choirmaster.

### Belangrijke veranderingen
- 1893: Organist All Saints, Norfolk Square
- 1899: Organist van Wigan Parish Church
- 1906: Organist van Leeds Parish Church
- 1913: Master of Music, York Minster
- 1932: Geridderd voor zijn verdiensten in de muziekwereld

## Composities
Zijn composities zijn hoofdzakelijk bedoeld voor kerkelijk gebruik. Hij schreef 29 anthems, variërend van grote werken voor koor en orgel zoals het Blessed City, heavenly Salem tot elegante miniaturen zoals I sat down under his shadow en Jesu, the very thought of Thee. Van zijn anthems is misschien wel de meest bekende het Let all mortal flesh keep silence en verschillende andere gepubliceerde werken waaronder 4 stemmige zettingen voor onberijmde psalmen (chants), hymns en een cantate voor koor en kamerorkest, The Prodigal Son (De Verloren Zoon).
Bairstow was verder actief als instrumentaal componist, hoofdzakelijk voor orgel waarvan tijdens zijn leven 12 composities werden gepubliceerd. Het fraaiste is misschien wel de Sonata in E-flat uit 1937. Van het weinige wat hij als kamermuziek schreef is de Set of variations for two piano's en de Set of variations for violin and piano reeds lang niet meer verkrijgbaar in druk.

## Werken
- If the Lord had not helped me
- Blessed city, Heavenly Salem (gebaseerd op het gregoriaans Urbs beata Jerusalem dicta pacis visio)
- Lord, Thou hast been our refuge
- I sat down under his shadow
- Let all mortal flesh keep silence
- The Lamentations of Jeremiah
- Sing ye to the Lord
- Save us, O Lord
- Jesu grant me this I pray (Bewerking van een melodie van "Orlando Gibbons")
- The King of love my shepherd is
- Evening Service in G minor
- Evening Service in D
- Evening song, for organ[1]
- Prelude, Elegy and Toccata for organ[2]

- Biblioteca Nacional de España: XX5194866
- Bibliothèque nationale de France: cb139364307 (data)
- Gemeinsame Normdatei: 120167034
- International Standard Name Identifier: 0000 0001 0950 4959
- Library of Congress Control Number: n80167030
- Nationale Bibliotheek van Letland: 000064781
- MusicBrainz: 613f2c80-13d7-4490-ab4c-37e3caf87183
- Nationale Bibliotheek van Tsjechië: xx0071464
- Nationale bibliotheek van Australië: 35048863
- Nationale Bibliotheek van Israël: 987007270914105171
- Nederlandse Thesaurus van Auteursnamen: 074313282
- Réseau des bibliothèques de Suisse occidentale: 02-A013999011
- Istituto Centrale per il Catalogo Unico: DDSV038390
- SNAC: w6p65mmh
- Système universitaire de documentation: 100939880
- Trove: 811711
- Virtual International Authority File: 5121870
- WorldCat: E39PBJvRXmKgQY9w7cr7chC84q